# Kutlići
Kutlići es un pueblo de la municipalidad de Bugojno, en el cantón de Bosnia Central, Bosnia y Herzegovina.

## Superficie
Posee una superficie de un kilómetro cuadrado.

## Demografía
Hasta 1991 la población era de 4 habitantes.